# Aneroid

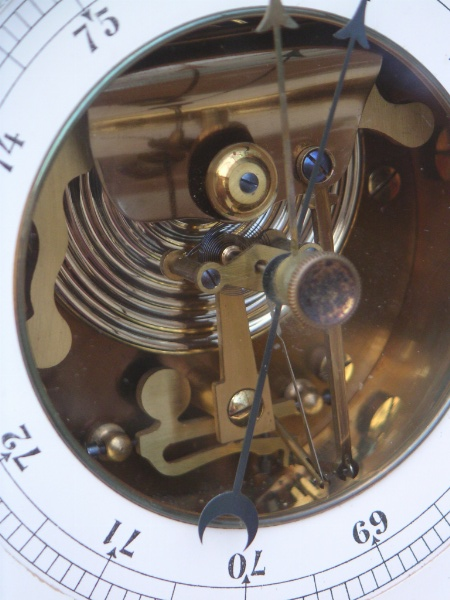
Detail střední části domácího aneroidu

Aneroid (francouzsky barometre anéroide, německy Holosterikbarometer) je deformační přístroj určený k měření atmosférického tlaku (tlaku vzduchu). Sekundárně se používá k měření nadmořské výšky. Aneroid (kovový tlakoměr) vynalezl v roce 1843 francouzský fyzik Lucien Vidie. 
Funkce mechanického aneroidu je založena na deformaci pružného prvku (čidla) působením tlaku vzduchu. Konstrukce Vidieova z roku 1845 využívá deformaci tenkostěnné vzduchoprázdné (téměř vzduchoprázdné) kovové krabičky (Vidieho dóza) v podobě nízkého válce, jehož spodní i horní strana jsou zvlněny. Někdy, zejména v barografech, bývá několik těchto krabiček zařazeno sériově. Jiný typ přístroje – Bourdonův aneroid z roku 1850, nahradil pružné krabičky vzduchoprázdnou trubicí eliptického průřezu, stočenou do kruhového tvaru. Velikost deformace čidla (krabiček nebo trubice) je přenášena na ručičku ukazující velikost tlaku vzduchu na stupnici. Stupnice aneroidu bývá označena v jednotkách tlaku (dříve Torr nebo milibar, dnes obvykle hektopascal - hPa).
Pro přístroj se někdy používal název pérový tlakoměr (pérový barometr). Ocelové péro (pružina) zajišťovalo potřebnou pružnost krabiček. Ve starších přístrojích byl mechanismus obvykle skryt za ciferníkem, v moderních přístrojích je často ve střední části ciferníku otvor, aby byl mechanismus viditelný.

## Schéma aneroidu

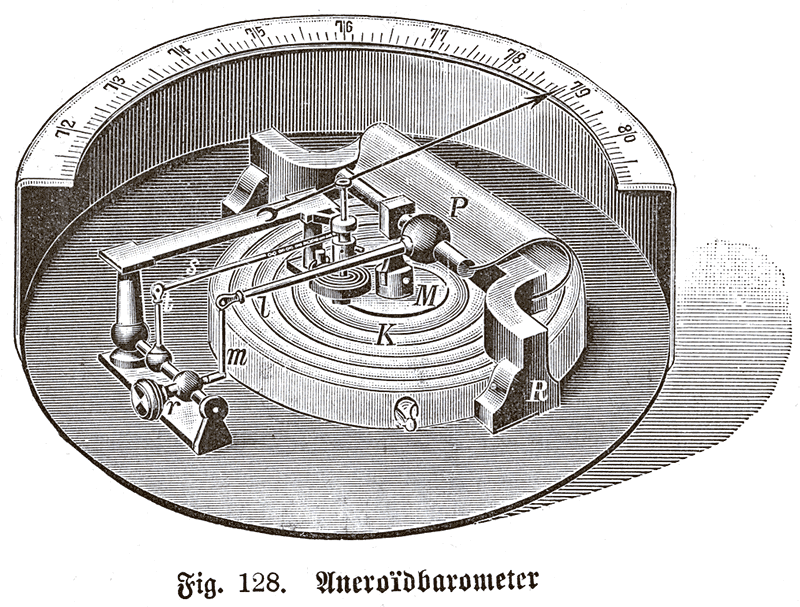
Součásti Vidieho aneroidu: K - Vidieho dóza (krabička), P - pružina (péro), l-m-t-s - pákový převod

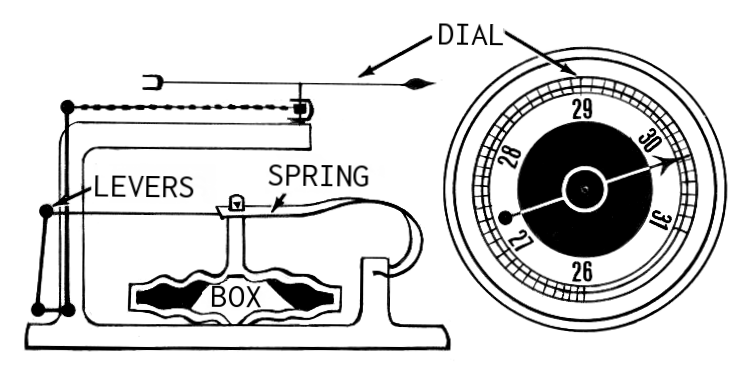
Průřez Vidieho aneroidem: SPRING - pružina, BOX - krabička, LEVERS - pákový převod, DIAL - stupnice

Na obrázku vpravo je schéma aneroidu v řezu. Hlavními částmi jsou Vidieho krabička (K), pružina (P) a pákový převod (l-m-t-s, kde část l je přímo spojena s pružinou). Při zvýšení atmosférického tlaku se víko krabičky stlačí dolů a související změna polohy pružiny se pákovým mechanismem přenese na ukazatel. Při poklesu tlaku naopak pružina táhne víko krabičky vzhůru.
Deformace krabičky jsou poměrně malé, při běžných změnách tlaku jde řádově o desetiny milimetru. Pákovým převodem se tyto malé změny při přenosu na ukazatel mnohonásobně zvětší (až 800krát).

## Měření nadmořské výšky
Aneroidy se kromě měření tlaku využívají i k měření nadmořské výšky například v letadlech (výškoměr, letecký altimetr), nebo naopak hloubky, například v dolech nebo jeskyních. V těchto případech obvykle stupnice udává přímo výšku (hloubku). Měření je založeno na faktu, že tlak vzduchu klesá s rostoucí nadmořskou výškou.
Pro větší citlivost měření byly aneroidy vybavovány sadou spojených deformačních krabiček. Sady krabiček byly používány zejména v barografech. S přídavným závažím také u kyvadlových hodin při kompenzaci změn hustoty (tlaku) vzduchu mající vliv na přesnost chodu hodin (tzv. Rieflerova aneroidová kompensace tlaková).

## Výhody a nevýhody
Používání aneroidu bylo oproti práci se rtuťovým tlakoměrem podstatně jednodušší, protože přístroj je menší, přenosný, bezpečnější (neobsahuje rtuť) a je mechanicky odolnější (nehrozí rozbití skleněných částí). 
Částečnou nevýhodou je jeho menší přesnost, nelinearita a elastické dopružování, které se projevuje opožděnou indikací změn tlaku vzduchu. Údaj aneroidu je kromě toho ovlivněn teplotou, bývá proto doplněn teploměrem, aby bylo možno provádět teplotní korekce. Dalším zdrojem nepřesnosti může být stárnutí materiálu. Kalibrace se provádí například podle rtuťového barometru.

## Galerie

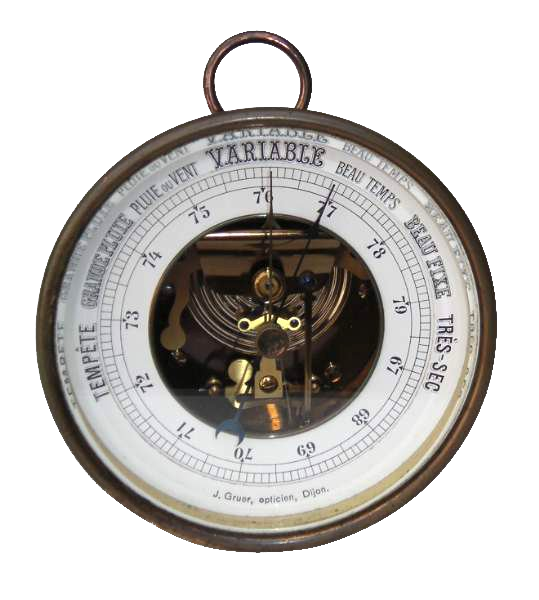
Domácí aneroid
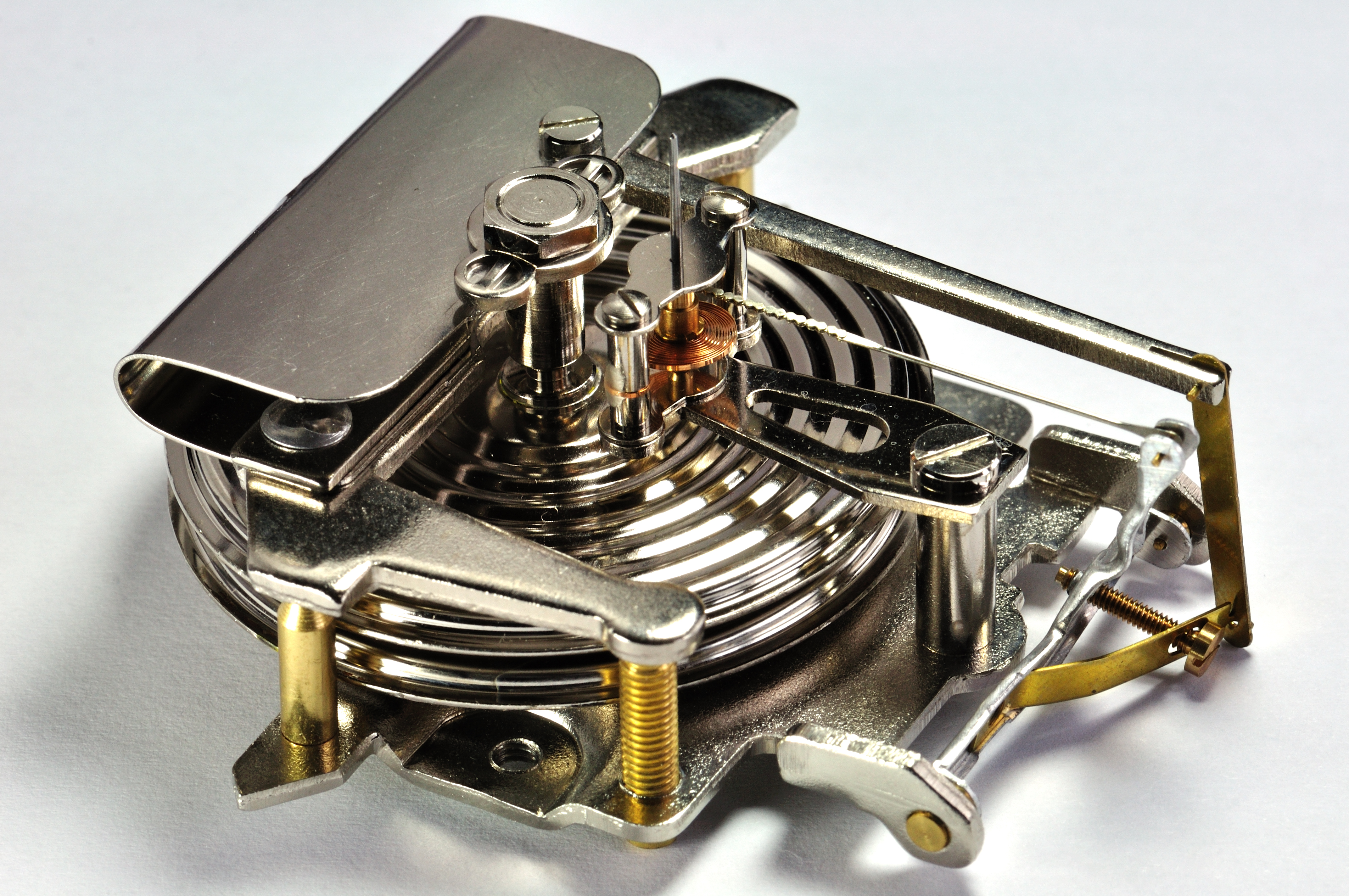
Mechanismus Vidieho aneroidu
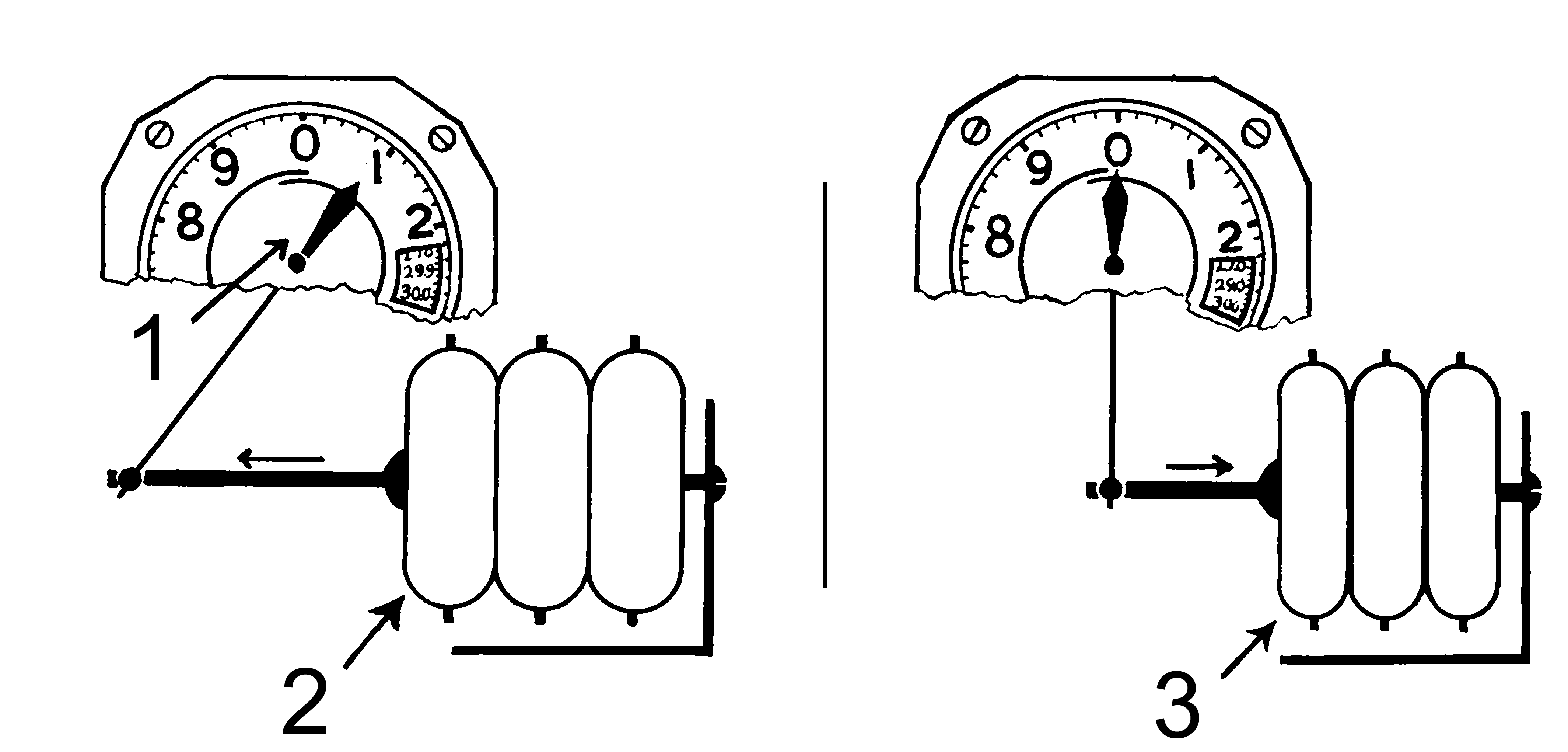
Letecký barometrický výškoměr: vpravo v malé výšce (vyšší tlak vzduchu) vlevo ve velké výšce (nižší tlak vzduchu)
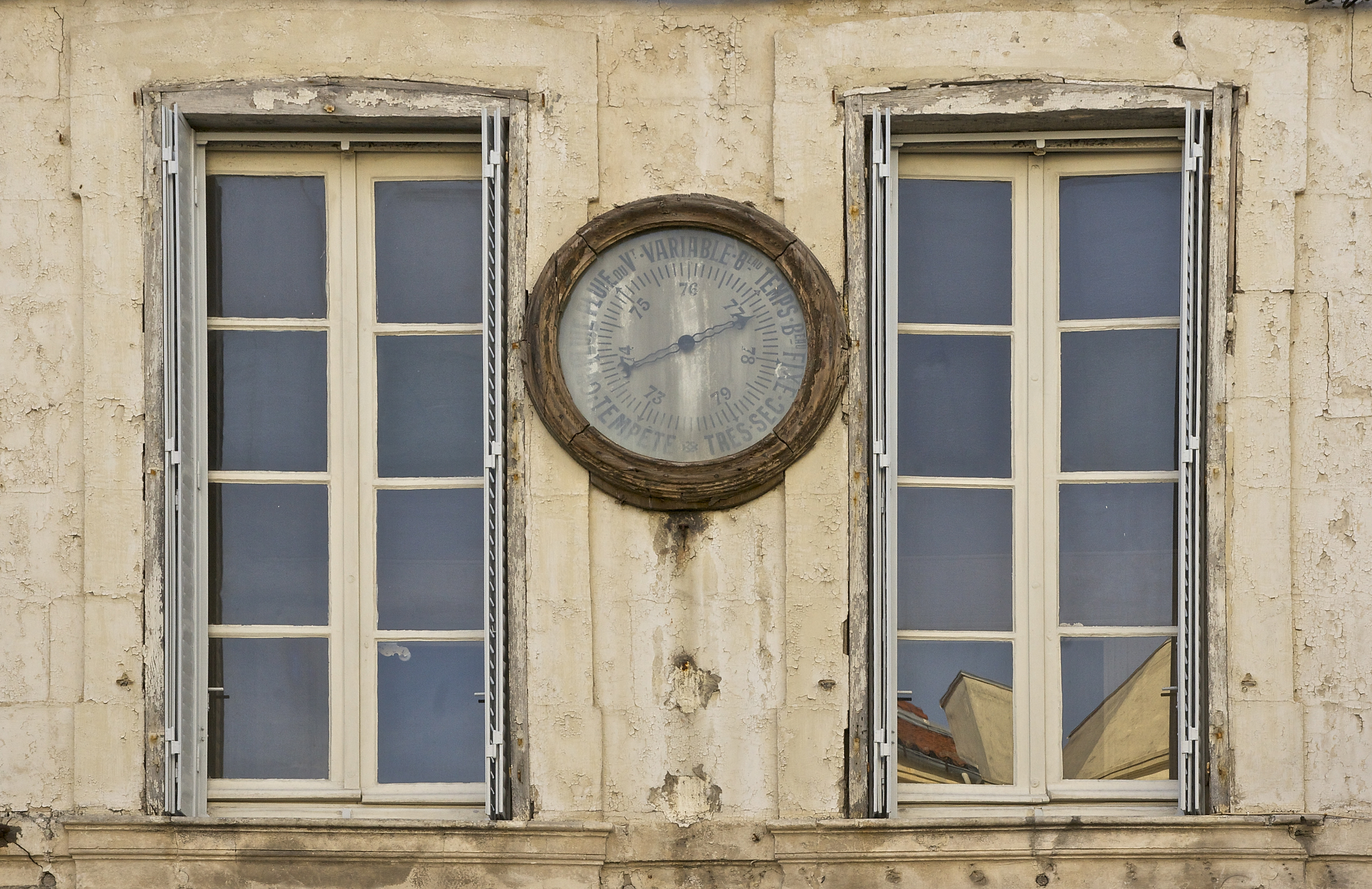
Aneroid na fasádě budovy (40 Rue du Palais, La Rochelle, Francie)
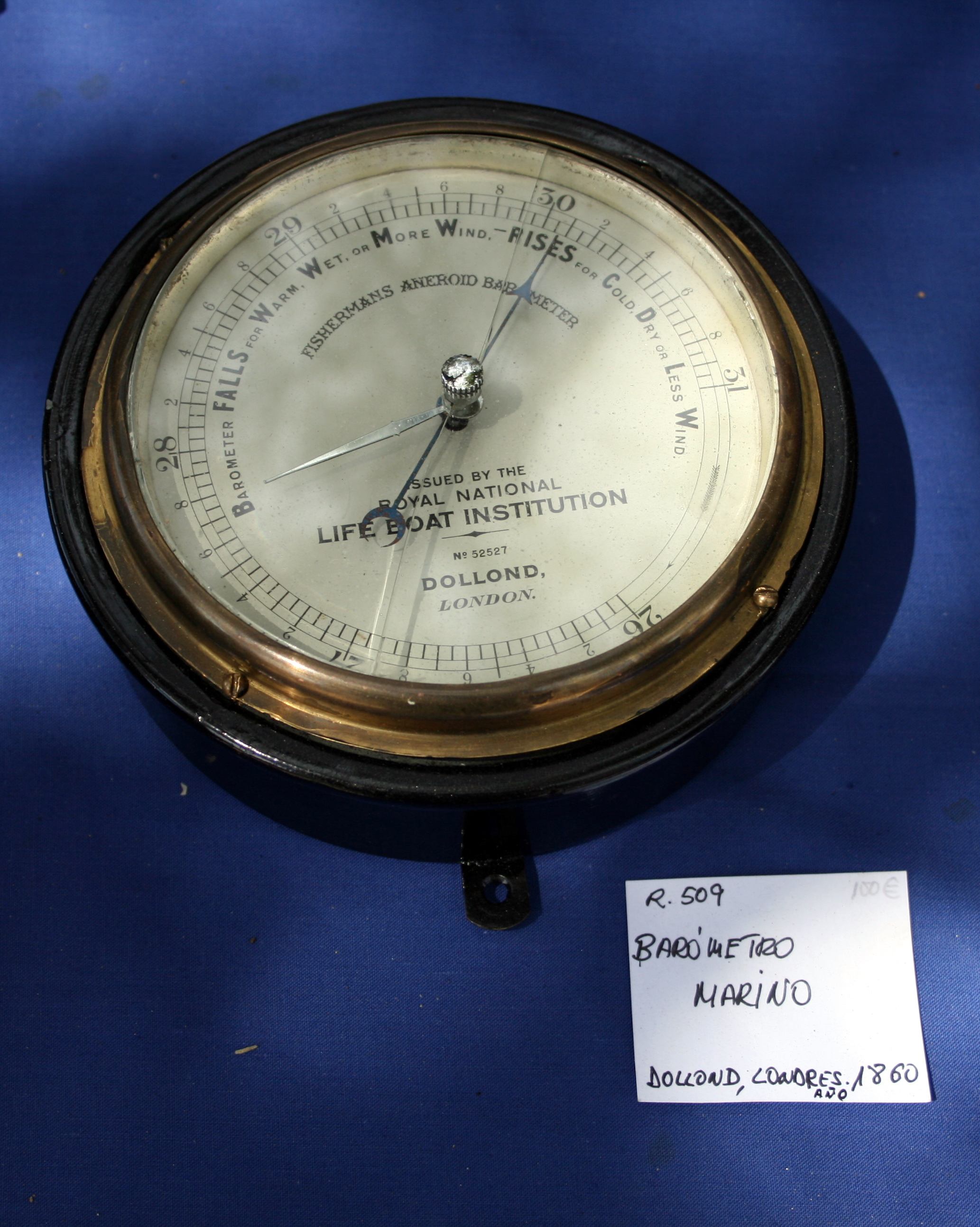
Námořní barometr z roku 1860